# Rue de la Gerbe
La rue de la Gerbe est une rue du quartier des Cordeliers située sur la presqu'île dans le 2e arrondissement de Lyon, en France.

## Situation et accès
C'est une rue légèrement coudée qui débute rue Gentil et se termine rue de la Poulaillerie ; la rue des Forces finit dans cette rue. La circulation se fait dans le sens de la numérotation et à double-sens cyclable avec un stationnement d'un seul côté.

## Origine du nom
Autrefois, il existait sur la façade d'une maison, démolie en 1855, un bas-relief en marbre blanc qui représentait des enfants tenant des gerbes de blé. Ce bas-relief, qui servait d'enseigne, a donné son nom à la rue.

## Histoire
L'existence de la rue de la Gerbe est attestée en 1550, puisqu'elle est représentée et son nom indiqué dans le Plan scénographique de Lyon.
Au no 3, lieu de naissance d'Hippolyte Leymarie (1809-1844), peintre et illustrateur lyonnais qui utilise plusieurs techniques dont la lithographie, l'aquarelle et l'eau-forte.